# Шамплит
Шамплит (фр. Champlitte) насеље је и општина у источној Француској у региону Франш-Конте, у департману Горња Саона која припада префектури Везул.
По подацима из 2011. године у општини је живело 1796 становника, а густина насељености је износила 13,93 становника/km². Општина се простире на површини од 128,9 km². Налази се на средњој надморској висини од 225 метара (максималној 379 m, а минималној 208 m).

## Демографија
| 1962. | 1968. | 1975. | 1982. | 1990. | 1999. | 2011. |
| ----- | ----- | ----- | ----- | ----- | ----- | ----- |
| 2.160 | 2.304 | 2.113 | 1.991 | 1.906 | 1.828 | 1.796 |

График промене броја становника у току последњих година